# Orthemis cinnamomea
Orthemis cinnamomea – gatunek ważki z rodziny ważkowatych (Libellulidae).